# X Factor 2011 (Danmark)
X Factor 2011 var fjerde sæson af den danske udgave af det britiske talentshow X Factor. Udsendelsesrækken havde premiere lørdag den 1. januar 2011 på DR1. Pernille Rosendahl vendte tilbage som dommer, mens Remee og Soulshock var erstattet af Cutfather og tidligere dommer Thomas Blachman. Lise Rønne vendte tilbage som vært efter en sæsons pause.
Vinderen blev Sarah i finalen mod Annelouise den 25. marts 2011 i Parken. Sarah vandt med 0,41 % procents forskel, og udsendte efterfølgende vindersangen "Min øjesten", der er skrevet af Xander. Afgørelsen i finalen blev set af 2,4 millioner seere, hvilket gør det til det mest sete underholdningsprogram i 10 år.

## Konkurrencens forløb
Dommerpanelet består af The Storm-sangerinde Pernille Rosendahl, der har været med siden sæson 3, producer Cutfather, der erstattede Remee, og komponist Thomas Blachman, der vendte tilbage efter en sæsons pause. Ligeledes er Lise Rønne tilbage i værtsrollen efter en sæsons pause pga. graviditet, hun erstatter således Signe Muusmann. Derudover fungerer Ulrik Elhom, ligesom de foregående sæsoner, som sanglærer for finalisterne, mens Toniah Pedersen er koreograf.
I modsætning til de forrige sæsoner foregår auditions til dette års X Factor ikke kun foran de tre dommere men foran et live publikum i Set-Up Studierne på Refshaleøen i København. Som et nyt tiltag vil finalisternes optræden ved alle liveshows blive sat til salg som download om lørdagen efter programmet har været sendt. Sangene vil kunne købes på en særskilt hjemmeside for seks kr. per sang.
X Factor 2011 består af tre audition-programmer, en udskillelsesrunde (superbootcamp), samt to ugers træningslejr (bootcamp) hvor dommerne får ansvar for hver deres kategori. Sæsonens ni finalister blev offentliggjort den 4. februar i det andet bootcamp-program. På bootcampen fik dommerne hjælp af tre hjælpedommere. Cutfather fik hjælp af dj og producer Kenneth Bager, Pernille Rosendal af dj og radiovært Le Gammeltoft, og Thomas Blachman af dj Djuna Barnes.
Liveshows startede den 11. februar i DR Byens studie 5. Superbootcamp-programmet, den 21. januar, blev det mest sete afsnit af X Factor, med et seertal på 1,9 millioner. Finalen afholdes i Parken i København den 25. marts 2011. Gæstestjerner, som finalisterne skal optræde med, er Take That, Aqua, Carpark North og Fallulah. Herudover vil Electric Lady Lab, Thomas Ring, Joey Moe, Clara Sofie, og A Friend in London optræde som opvarmning inden det tv-transmitterede show.
Årets vindersang, "Min øjesten", er skrevet af Xander og produceret af Marcus Linnet. Begge er sønner af sangerinden Anne Linnet. De tre tilbageværende finalister – Babou, Sarah og Annelouise – har alle indspillet sangen, men kun to finalister vil fremføre den i anden del af finalen. Vinderen udsender sin version af singlen umiddelbart efter finalen.

## Finalister
De ni finalister i X Factor 2011 blev offentliggjort i det andet og sidste bootcamp-program den 4. februar 2011.
     – Vinder
     – Andenplads
     – Trejdeplads
     – Udstemt
| Kategori (Mentor)    | Artist   | Artist     | Artist        | Artist |
| -------------------- | -------- | ---------- | ------------- | ------ |
| Under 25 (Cutfather) | Sarah    | Babou      | Rasmus        |        |
| Over 25 (Blachman)   | Ercan    | Annelouise | Patricia      |        |
| Grupper (Rosendahl)  | Deevibez | JR         | Rikke & Trine |        |

## Live shows

### Statistik
Farvekoder:
| – | Cutfather som mentor (Under 25) |
| – | Rosendahl som mentor (Grupper)  |
| – | Blachman som mentor (Over 25)   |

| – | Vinder                                                                 |
| – | Andenplads                                                             |
| – | Deltageren var blandt de to med laveste stemmer, og skulle synge igen  |
| – | Deltageren blev råbt op som værende gået videre (vilkårlig rækkefølge) |
| – | Deltageren fik færrest seerstemmer og blev som følge heraf stemt ud    |

| Deltager            | Deltager            | Uge 1                | Uge 2              | Uge 3             | Uge 4              | Uge 5                              | Uge 6 | Uge 7 | Uge 7 |             |
| Deltager            | Deltager            | Uge 1                | Uge 2              | Uge 3             | Uge 4              | Uge 5                              | Uge 6 | 1. runde | 2. runde |             |
| ------------------- | ------------------- | -------------------- | ------------------ | ----------------- | ------------------ | ---------------------------------- | --- | --- | --- | ----------- |
| 1                   | Sarah               | 4. 11,84%            | 1. 23,80%          | 1. 27,10%         | 3. 17,52%          | 1. 25,12%                          | 1. 33,48% | 2. 34,24% | Vinder 50,20% |             |
| 2                   | Annelouise          | 6. 8,97%             | 6. 7,37%           | 5. 11,04%         | 6. 13,92%          | 4. 18,63%                          | 2. 26,64% | 1. 39,52% | Andenplads 49,80% |             |
| 3                   | Babou               | 1. 23,05%            | 2. 21,28%          | 3. 15,17%         | 4. 16,26%          | 3. 20,79%                          | 3. 22,48% | 3. 26,23% | Udstemt (Uge 7) |             |
| 4                   | Patricia            | 5. 10,02%            | 7. 6,90%           | 2. 16,12%         | 2. 17,78%          | 2. 21,27%                          | 4. 17,40% | Udstemt (Uge 6) | Udstemt (Uge 6) |             |
| 5                   | Rikke & Trine       | 7. 8,70%             | 5. 8,55%           | 6. 8,51%          | 1. 20,53%          | 5. 14,19%                          | Udstemt (Uge 5) | Udstemt (Uge 5) | Udstemt (Uge 5) |             |
| 6                   | Rasmus              | 2. 15,06%            | 4. 12,44%          | 4. 13,73%         | 5. 14,00%          | Udstemt (Uge 4)                    | Udstemt (Uge 4) | Udstemt (Uge 4) | Udstemt (Uge 4) |             |
| 7                   | JR                  | 3. 14,13%            | 3. 13,73%          | 7. 8,33%          | Udstemt (Uge 3)    | Udstemt (Uge 3)                    | Udstemt (Uge 3) | Udstemt (Uge 3) | Udstemt (Uge 3) |             |
| 8                   | Ercan               | 8. 5,78%             | 8. 5,93%           | Udstemt (Uge 2)   | Udstemt (Uge 2)    | Udstemt (Uge 2)                    | Udstemt (Uge 2) | Udstemt (Uge 2) | Udstemt (Uge 2) |             |
| 9                   | DeeVibez            | 9. 2,45%             | Udstemt (Uge 1)    | Udstemt (Uge 1)   | Udstemt (Uge 1)    | Udstemt (Uge 1)                    | Udstemt (Uge 1) | Udstemt (Uge 1) | Udstemt (Uge 1) |             |
|                     |                     |                      |                    |                   |                    |                                    | | | |             |
| Laveste stemmer     | Laveste stemmer     | Ercan, DeeVibez      | Ercan, Patricia    | JR, Rikke & Trine | Rasmus, Annelouise | Rikke & Trine, Annelouise Sørensen | Ingen dommerstemmer eller deltagere i farezone: Det er alene offentlige stemmer der afgør, hvem der bliver elimineret, og hvem der i sidste ende vinder. | Ingen dommerstemmer eller deltagere i farezone: Det er alene offentlige stemmer der afgør, hvem der bliver elimineret, og hvem der i sidste ende vinder. | Ingen dommerstemmer eller deltagere i farezone: Det er alene offentlige stemmer der afgør, hvem der bliver elimineret, og hvem der i sidste ende vinder. |             |
| Cutfather stemte ud | Cutfather stemte ud | DeeVibez             | Patricia           | Rikke & Trine     | Annelouise         | Rikke & Trine                      | Ingen dommerstemmer eller deltagere i farezone: Det er alene offentlige stemmer der afgør, hvem der bliver elimineret, og hvem der i sidste ende vinder. | Ingen dommerstemmer eller deltagere i farezone: Det er alene offentlige stemmer der afgør, hvem der bliver elimineret, og hvem der i sidste ende vinder. | Ingen dommerstemmer eller deltagere i farezone: Det er alene offentlige stemmer der afgør, hvem der bliver elimineret, og hvem der i sidste ende vinder. |             |
| Rosendahl stemte ud | Rosendahl stemte ud | Ercan                | Ercan              | JR                | Rasmus             | Annelouise                         | Ingen dommerstemmer eller deltagere i farezone: Det er alene offentlige stemmer der afgør, hvem der bliver elimineret, og hvem der i sidste ende vinder. | Ingen dommerstemmer eller deltagere i farezone: Det er alene offentlige stemmer der afgør, hvem der bliver elimineret, og hvem der i sidste ende vinder. | Ingen dommerstemmer eller deltagere i farezone: Det er alene offentlige stemmer der afgør, hvem der bliver elimineret, og hvem der i sidste ende vinder. |             |
| Blachman stemte ud  | Blachman stemte ud  | DeeVibez             | Ercan              | JR                | Rasmus             | Rikke & Trine                      | Ingen dommerstemmer eller deltagere i farezone: Det er alene offentlige stemmer der afgør, hvem der bliver elimineret, og hvem der i sidste ende vinder. | Ingen dommerstemmer eller deltagere i farezone: Det er alene offentlige stemmer der afgør, hvem der bliver elimineret, og hvem der i sidste ende vinder. | Ingen dommerstemmer eller deltagere i farezone: Det er alene offentlige stemmer der afgør, hvem der bliver elimineret, og hvem der i sidste ende vinder. |             |
| Udstemt             | Udstemt             | DeeVibez Niendeplads | Ercan Ottendeplads | JR Syvendeplads   | Rasmus Sjetteplads | Rikke & Trine Femteplads           | Patricia Fjerdeplads | Babou Tredjeplads | Annelouise Andenplads |             |
| Udstemt             | Udstemt             | DeeVibez Niendeplads | Ercan Ottendeplads | JR Syvendeplads   | Rasmus Sjetteplads | Rikke & Trine Femteplads           | Patricia Fjerdeplads | Babou Tredjeplads | Sarah Vinder |             |
| Kilde               | Kilde               | [ 3 ] [ 17 ]         | [ 3 ] [ 18 ]       | [ 3 ] [ 19 ]      | [ 3 ] [ 20 ]       | [ 3 ] [ 21 ]                       | [ 3 ] [ 22 ] | [ 3 ] [ 2 ] | [ 3 ] [ 2 ] | [ 3 ] [ 2 ] |

### Uge til uge

#### Uge 1 (11. februar)
- Tema: Frit valg[23]
- Gæsteoptræden: Thomas Ring ("Break the Silence")[24]

| Rækkefølge | Artist        | Sang (original kunstner)                                           | Resultat     | Stemmetal |
| ---------- | ------------- | ------------------------------------------------------------------ | ------------ | --------- |
| 1          | DeeVibez      | "Well, Well, Well" (Duffy)                                         | Stemt ud     | 5.614     |
| 2          | Sarah         | "Raise Your Glass" (Pink)                                          | Stemt Videre | 27.085    |
| 3          | Ercan         | "My Love" (Justin Timberlake)                                      | I farezonen  | 13.229    |
| 4          | JR            | "Grenade" (Bruno Mars)                                             | Stemt Videre | 32.339    |
| 5          | Patricia      | "You're the One That I Want" (John Travolta og Olivia Newton-John) | Stemt Videre | 22.934    |
| 6          | Rasmus        | "Chasing Cars" (Snow Patrol)                                       | Stemt Videre | 34.458    |
| 7          | Rikke & Trine | "You're Not Alone" (Olive)                                         | Stemt Videre | 19.903    |
| 8          | Babou         | "Just the Way You Are" (Bruno Mars)                                | Stemt Videre | 52.738    |
| 9          | Annelouise    | "Igen & Igen &" (Nephew)                                           | Stemt Videre | 20.536    |

Dommerne stemte ud
- Cutfather: DeeVibez
- Rosendahl: Ercan
- Blachman: DeeVibez

#### Uge 2 (18. februar)
- Tema: The Beatles[25]
- Gæsteoptræden: Basim ("Ta' mig tilbage")[26]

| Rækkefølge | Artist        | Sang (The Beatles)             | Resultat     | Stemmetal |
| ---------- | ------------- | ------------------------------ | ------------ | --------- |
| 1          | Rasmus        | "Drive My Car"                 | Stemt Videre | 25.856    |
| 2          | Rikke & Trine | "Here Comes the Sun"           | Stemt Videre | 17.771    |
| 3          | Patricia      | "While My Guitar Gently Weeps" | I farezonen  | 14.341    |
| 4          | Babou         | "Can't Buy Me Love"            | Stemt Videre | 44.224    |
| 5          | Annelouise    | "Golden Slumbers"              | Stemt Videre | 15.309    |
| 6          | Sarah         | "Come Together"                | Stemt Videre | 49.470    |
| 7          | Ercan         | "Something"                    | Stemt ud     | 12.317    |
| 8          | JR            | "All You Need Is Love"         | Stemt Videre | 28.541    |

Dommerne stemte ud
- Cutfather: Patricia
- Rosendahl: Ercan
- Blachman: Ercan

#### Uge 3 (25. februar)
- Tema: Danske hits fra 00'erne[27]
- Gæsteoptræden: Nik & Jay ("En dag tilbage" sammen med finalisterne; "Mod solnedgangen")[28]

| Rækkefølge | Artist        | Sang (original kunstner)              | Resultat     | Stemmetal |
| ---------- | ------------- | ------------------------------------- | ------------ | --------- |
| 1          | Babou         | "De første kærester på månen" (tv·2)  | Stemt Videre | 37.503    |
| 2          | JR            | "Natteravn" (Rasmus Seebach)          | Stemt ud     | 20.590    |
| 3          | Annelouise    | "Splittet til atomer" (Kashmir)       | Stemt Videre | 27.287    |
| 4          | Rasmus        | "Superliga" (Nephew)                  | Stemt Videre | 33.954    |
| 5          | Rikke & Trine | "Kun for mig" (Medina)                | I farezonen  | 21.041    |
| 6          | Sarah         | "Engel" (Rasmus Seebach)              | Stemt Videre | 67.008    |
| 7          | Patricia      | "Uden hinanden" (Julie Maria og Alis) | Stemt Videre | 39.869    |

Dommerne stemte ud
- Cutfather: Rikke & Trine
- Rosendahl: JR
- Blachman: JR

#### Uge 4 (4. marts)
- Tema: Rock[29]
- Gæsteoptræden: Heidi Herløw ("Angerholic")[29]

| Rækkefølge | Artist         | Sang (original kunstner)                 | Resultat     | Stemmetal |
| ---------- | -------------- | ---------------------------------------- | ------------ | --------- |
| 1          | Sarah          | "Save Me from Myself" (Carpark North)    | Stemt Videre | 43.743    |
| 2          | Annelouise     | "Creep" (Radiohead)                      | I farezonen  | 34.753    |
| 3          | Babou          | "Numb" (Linkin Park)                     | Stemt Videre | 40.607    |
| 4          | Patricia       | "Song 2" (Blur)                          | Stemt Videre | 44.396    |
| 5          | Rasmus         | "Black Hole Sun" (Soundgarden)           | Stemt ud     | 34.952    |
| 6          | Rikke og Trine | "Love Will Tear Us Apart" (Joy Division) | Stemt Videre | 51.270    |

Dommerne stemte ud
- Cutfather: Annelouise
- Rosendahl: Rasmus
- Blachman: Rasmus

#### Uge 5 (11. marts)
- Tema: Frit valg (med DR UnderholdningsOrkestret)[30]
- Gruppeoptræden: "Fuck You" (Cee-Lo Green; fremført af de fem finalister)

| Rækkefølge | Artist         | Sang (original kunstner)                           | Resultat     | Stemmetal |
| ---------- | -------------- | -------------------------------------------------- | ------------ | --------- |
| 1          | Rikke og Trine | "Riverside" (Agnes Obel)                           | Stemt ud     | 34.427    |
| 2          | Sarah          | "The Climb" (Miley Cyrus)                          | Stemt Videre | 60.928    |
| 3          | Patricia       | "Feeling Good" (Anthony Newley og Leslie Bricusse) | Stemt Videre | 51.603    |
| 4          | Babou          | "Hurt" (Christina Aguilera)                        | Stemt Videre | 50.435    |
| 5          | Annelouise     | "Nothing Compares 2 U" (Prince)                    | I farezonen  | 45.184    |

Dommerne stemte ud
- Cutfather: Rikke og Trine
- Rosendahl: Annelouise
- Blachman: Rikke og Trine

#### Uge 6 (18. marts)
- Tema: DJ Night (med Rune RK og Kato) og seernes valg[31]
- Gæsteoptræden: Clara Sofie og Rune RK ("Lever for en anden"), Kato og Infernal ("Speakers On")[32]

| Rækkefølge | Artist     | Første sang (DJ Night)                                | Rækkefølge | Anden sang (seernes valg)                                  | Resultat     | Stemmetal |
| ---------- | ---------- | ----------------------------------------------------- | ---------- | ---------------------------------------------------------- | ------------ | --------- |
| 1          | Babou      | "DJ Got Us Fallin' in Love" (Usher featuring Pitbull) | 6          | "Baby" (Justin Bieber)                                     | Stemt Videre | 76.794    |
| 2          | Annelouise | "Sweet Child o' Mine" (Guns N' Roses)                 | 7          | "Empire State of Mind (Part II) Broken Down" (Alicia Keys) | Stemt Videre | 91.026    |
| 3          | Sarah      | "Sweet Dreams (Are Made of This)" (Eurythmics)        | 5          | "Fuckin' Perfect" (Pink)                                   | Stemt Videre | 114.387   |
| 4          | Patricia   | "Når tiden går baglæns" (Clara Sofie og Rune RK)      | 8          | "Total Eclipse of the Heart" (Bonnie Tyler)                | Stemt ud     | 59.446    |

#### Uge 7 (25. marts)
- Tema: Frit valg; duet med gæstestjerne; vindersangen[33]
- Gæsteartister: Take That ("The Flood" (med Sarah, Annelouise og Babou) og "Kidz"), Carpark North ("Everything Starts Again"), Fallulah ("I Lay My Head") og Aqua ("How R U Doin?")
- Gruppeoptrædener: "Unchained Melody" (The Righteous Brothers; fremført af audition-deltageren Kjell), "Everybody (Backstreet's Back)" (Backstreet Boys; fremført af tidligere audition-deltagere), "(I've Had) The Time of My Life" (Bill Medley og Jennifer Warnes; fremført af de ni finalister)[34]

| Rækkefølge | Artist     | Frit valg (original kunstner)       | Rækkefølge | Duet med gæstestjerne (artist)         | Rækkefølge | Vindersangen  | Resultat    | Stemmetal (1. runde) | Stemmetal (2. runde) |
| ---------- | ---------- | ----------------------------------- | ---------- | -------------------------------------- | ---------- | ------------- | ----------- | -------------------- | -------------------- |
| 1          | Sarah      | "Poker Face" (Lady Gaga)            | 4          | "Shall We Be Grateful" (Carpark North) | 8          | "Min øjesten" | Vinder      | 178.505 (34,24%)     | 255.813 (50,20%)     |
| 2          | Annelouise | "Breathe Me" (Sia)                  | 5          | "Out of It" (Fallulah)                 | 7          | "Min øjesten" | Andenplads  | 206.011 (39,52%)     | 253.727 (49,80%)     |
| 3          | Babou      | "All the Right Moves" (OneRepublic) | 6          | "Back to the 80's" (Aqua)              |            |               | Tredjeplads | 136.748 (26,23%)     |                      |

## Afsnit og seertal

### X Factor 2011
| Dato             | Afsnit        | Seertal hovedprogrammet | Seertal afgørelsen |
| ---------------- | ------------- | ----------------------- | ------------------ |
| 1. januar 2011   | Auditions     | 1.620.000               |                    |
| 7. januar 2011   | Auditions     | 1.795.000               |                    |
| 14. januar 2011  | Auditions     | 1.691.000               |                    |
| 21. januar 2011  | Superbootcamp | 1.893.000               |                    |
| 28. januar 2011  | Bootcamp      | 796.000                 |                    |
| 4. februar 2011  | Bootcamp      | 1.700.000               |                    |
| 11. februar 2011 | Live Show 1   | 1.758.000               | 1.831.000          |
| 18. februar 2011 | Live Show 2   | 1.820.000               | 1.804.000          |
| 25. februar 2011 | Live Show 3   | 1.798.000               | 1.749.000          |
| 4. marts 2011    | Live Show 4   | 1.772.000               | 1.841.000          |
| 11. marts 2011   | Live Show 5   | 1.800.000               | 1.873.000          |
| 18. marts 2011   | Semifinale    | 1.830.000               | 2.009.000          |
| 25. marts 2011   | Finale        | 1.940.000               | 2.176.000          |